# 権利能力なき社団
権利能力なき社団（けんりのうりょくなきしゃだん、英語: Association without rights、ドイツ語: nichtrechtsfähiger Verein）とは、社団としての実質を備えていながら法令上の要件を満たさないために法人としての登記ができないか、これを行っていないために法人格を有しない社団。ドイツ法や日本法における概念。
典型的なものとしては、設立登記前の会社や入会集団（入会団体）などがある。
法人格がないため人格なき社団、人格のない社団ともいう。なお、法人格のない団体には「任意団体」と呼ばれるものもあるが、後述のように日本では最高裁の判例で権利能力なき社団の要件が示されており（最判昭和39・10・15判決）、預金保険制度の預金者の区分などでは法人格がなく権利能力なき社団・財団の要件も満たさない団体を「任意団体」として区別している場合もある。
権利能力なき社団は、財産処分に関する代表者設置の規定を持つかどうかによって、「代表者の定めのある権利能力なき社団」と「代表者の定めのない権利能力なき社団」に大別され、前者が狭義の「権利能力なき社団」、後者を含めたものが広義の「権利能力なき社団」である。
なお、社団と同様に財団についても法人格を有しないものを観念でき、これらは権利能力なき財団と呼ばれる（権利能力なき財団は権利能力なき社団とは異なり人的要素がないため外部関係について信託として扱うべきとする説が有力となっている）。

## 各法分野における取り扱い

### 民法における取り扱い
権利能力を有しないため、それ自体は権利および義務の主体となりえないにもかかわらず、社団としての実質を備えて活動しており、時として社団の名において権利を有し、または義務を負うがごとき外観を生じる。このような場合に権利・義務関係をいかに処理すべきかが問題とされる。

#### 成立要件
民事訴訟法第29条において、権利能力なき社団で「代表者の定め」のあるものは訴訟の当事者となることができる旨が規定されていることから、権利能力なき社団は、「代表者の定め」が有るものと無いものに分類することができる。前者が狭義の「権利能力なき社団」、後者を含めたものが広義の「権利能力なき社団」であって、成立要件が異なる。代表者の定めが無い場合（広義の「権利能力なき社団」）について、判例は「権利能力なき社団の財産は、実質的には社団を構成する総社員の所謂総有に属するものであるから、総社員の同意をもつて、総有の廃止その他右財産の処分に関する定めのなされない限り、現社員及び元社員は、当然には、右財産に関し、共有の持分権又は分割請求権を有するものではないと解するのが相当である。」（最判 昭和32年11月14日民集 第11巻12号1943頁）としているから、所有財産が総有となる形態を取ることが、最低限の成立要件である。さらに、訴訟の当事者となり得る狭義の「権利能力なき社団」となるためには、「団体としての組織をそなえ、そこには多数決の原則が行なわれ、構成員の変更にもかかわらず団体そのものが存続し、しかしてその組織によつて代表の方法、総会の運営、財産の管理その他団体としての主要な点が確定しているものでなければならない」（最判 昭和39年10月15日民集18巻8号1671頁）としている。
沖縄のある血縁団体（門中）は、構成員を明確に特定でき、少なくとも明治時代にさかのぼれる慣行により代表・事務員の選出方法が確定しており、重要事項は同門中の長老の集まりによって決定され、祖先により寄付された財産を有して収益を祭祀等の行事や相互扶助事業に充てるなどの実態を有していたことから、代表者の定めのある権利能力なき社団と認定されている（最高裁判例 昭和55年2月8日民集34巻2号138頁）。

#### 財産の帰属
権利能力なき社団それ自体は権利能力を有しておらず、権利・義務の主体にはならない。したがって、実質的に権利能力なき社団が権利・義務となっている外観がある場合は、権利・義務の帰属は社団の構成員に解消されなくてはならない。この場合の法的性質をどのように理解するかが学説上争われている。
この点に関して、判例はこれを総有であると理解している。総有とは、財産の共同所有形態の一種であり、団体の構成員は財産の使用収益権を持つが、団体的拘束が強いために、個々の構成員の持分権の大きさを観念することが困難であり、個々の構成員が共有財産の分割請求や自己の持分の処分をすることができないものという（最判 昭和32年11月14日民集11巻12号1943頁）。共有持分権の大きさを観念できないため、業務執行方法の決定には、結果的に構成員全員の合意が必要となる。実際には、全員の合意によって定款が設けられ、定款に基づいて業務執行がなされるため、個々の事項について構成員全員の意向が確認されることは、ほとんどない。

#### 構成員の責任
権利能力なき社団の構成員が社団の債務につき弁済の責任を負うかが論じられる。判例は、構成員の責任を有限責任と理解し、構成員が社団に出資した限度でのみ責任を負うとする（最判 昭和48年10月9日民集27巻9号1129頁参照）。学説によっては、社団の性質を考慮せず一律に有限責任であるとするのは不当だと批判し、報償責任の原則から、営利目的の社団については無限責任、非営利目的の社団については有限責任とすべきだと主張しているものもある。もっとも、一律に有限責任であるとしても、契約において債権者と構成員の合意により無限責任とする連帯保証特約を設けることは妨げられないから、契約における標準の意思表示がどちらになるかという問題にすぎない。判例に従うならば、権利能力なき社団であることを明示したうえで、連帯保証特約等を設けない標準の意思表示で契約したときは、有限責任となる。不法行為による債務の場合は、各構成員の過失に応じて無限責任を負うことがある。

#### 出資の払い戻し
共有持分の観念がないため、共有持分の払い戻しはできない。
ただし、構成員全員の合意により、共有持分を確定させたうえで解散することはできる。
なお、出資を行う際に提示された条件が履行されない場合の出資金返還請求は、権利能力なき社団を被告として、（代表者の定めがない場合は、構成員全員を被告として、）債務不履行による損害賠償請求の方法により可能である。

#### 団体名義の登記
権利能力なき社団名義の登記を認めるべきかが裁判上争われたことがある。判例は、この点に関し、権利能力なき社団の有する権利は構成員に総有的に帰属するのであるから、社団自体は登記請求権を有しないと結論付けた（最判 昭和47年6月2日民集26巻5号957頁、#不動産登記の項において「基本判例」という）。

#### 仮理事の選任について
代表者の定めのある権利能力なき社団については、代表者が欠け遅滞のため損害を生ずるおそれのある場合には、裁判所は民法56条を類推して仮理事を選任することができるとした判例がある（最高裁判例 昭和55年2月8日民集34巻2号138頁）。同判例によれば、裁判所は代表者となる資格のない者であっても仮理事に選任することができる。
公益法人制度改革の結果、民法第56条は廃止されているが、相当する規定が一般社団法人及び一般財団法人に関する法律第79条第2項等に存在する。

### 民事訴訟法における取り扱い
「法人でない社団又は財団で代表者又は管理人の定めがあるもの」は、その名において訴え、また、訴えられることができるとされる（民事訴訟法29条）。
ここでいう「代表者又は管理人」とは、肩書きのことではなく、財産の処分について、全構成員から委任を受けている者のことをいう。代表者の設置に関する規定が定款にない場合や多くの入会団体のように、共有持分を観念せずに共同の事業を営んでいる場合で代表者または管理人が存在しない場合（いわゆる「代表者の定めの無い権利能力なき社団」）は、「共有物の変更に関する規定」の準用により固有必要的共同訴訟となる。
代表者の定めのある権利能力なき社団で代表者が欠員となっている場合は、仮理事を選任することにより訴訟の当事者となることができる（最高裁判例 昭和55年2月8日民集34巻2号138頁）。

### 行政法における取り扱い
行政不服審査法
- 法人でない社団又は財団の不服申立て（第10条）
法人でない社団又は財団で代表者又は管理人の定めがあるものは、その名で不服申立てをすることができる。

### 法人税法における取り扱い
｢法人でない社団又は財団で代表者又は管理人の定めがあるもの｣（法人税法2条1項8号）は同法上、「人格のない社団等」として法人とみなされる（同法3条）。公益法人等と同様に収益事業（法人税法施行令5条に列挙の事業）を行う場合または退職年金業務を行う場合に限り、納税義務を負うこととされ、この場合、税率は普通法人と同じである（同法66条1項2項）。法人でない社団の意義については、判例では、「権利能力のない社団といいうるためには、団体としての組織をそなえ、そこには多数決の原則が行なわれ、構成員の変更にもかかわらず団体そのものが存続し、しかしてその組織によって代表の方法、総会の運営、財産の管理その他団体としての主要な点が確定しているものでなければならないのである。」、「外形的事実に着目する限りにおいては、Eは、意思決定機関としての会員総会、業務執行機関ないし代表機関としての理事会ないし会長が置かれるなど団体としての組織を備え、会員総会の決議が支部において選出された会員代表の多数決によって行われるなど多数決の原則が行われ、定款の規定上は構成員である会員の変更にかかわらず団体として存続するとされ、代表の方法、総会の運営、財産の管理その他団体としての主要な点が確定しているようにみえるというべきである。」と述べるものがあり、法人税法のいう「人格のない社団」とは、民事実体法上の「権利能力なき社団」の借用概念であり、法的安定性の観点から社団性の概念は民法と一義的に解釈されるのが相当である。しかし、判例が示す社団性判断基準の要件を全て満たさなければならないとすれば、例えば多数決ではなく全員一致であれば課税客体とならないのかなど、租税の公平な負担に課題が残る。

### 消費税法における取り扱い
｢法人でない社団又は財団で代表者又は管理人の定めがあるもの｣（消費税法2条1項7号）は同法上、「人格のない社団等」として法人とみなされ、普通法人と同様の取り扱いを受ける（同法3条）。間接税では本来の税負担者が消費者であることから、事業を行えば当然に納税義務を負うことになるからである。

### 地方税法における取り扱い
「法人でない社団又は財団で代表者又は管理人の定めがあるもの」は「人格のない社団等」として法人とみなされ（地方税法12条）、かつ、収益事業を行う場合に限り「人格のない社団等」（より狭い定義）とみなす規定がある（地方税法24条6項）が、住民税均等割部分については法人みなしを経ずに納税義務者としている（道府県民税：24条1項4号、市町村民税：294条1項4号）。

## 不動産登記

### 登記の可否
団体名義の登記で述べた基本判例が出る以前から、登記実務では権利能力なき社団名義での登記はできないとされている（1947年（昭和22年）2月18日 民甲141号回答）。また、社団の代表者である旨の肩書きを付した代表者個人名義の登記も基本判例により許されないとされたが、登記実務では判例以前からできないとされている（1961年（昭和36年）7月21日 民三635号回答）。
登記は、代表者個人名義または権利能力なき社団の構成員全員の共有名義でするというのが登記実務である（1948年（昭和23年）6月21日 民甲1897号回答）。なお、代表者でない個人名義でも登記できるとした判例がある（最判 平成6年5月31日民集48巻4号1065頁）。この判例によると、代表者でない個人名義で登記をすることができるのは、その個人が所有権登記の管理に関する権限を全構成員から委任されているためであるという。
また、仮処分登記名義人（登記研究457-120頁）、仮差押登記名義人（登記研究464-116頁）、信託登記の受益者（1984年（昭和59年）3月2日 民三1131号回答）としても権利能力なき社団は登記できない。
一方、権利能力なき社団は抵当権などの債務者としては登記できる（1956年（昭和31年）6月13日 民甲1317号回答）。債務者は登記名義人ではなく登記事項の一つにすぎないからである（不動産登記法83条1項2号）。同様に個人の商号も、例えば「債務者 何市何町何番地 A商店」のように登記できる（同先例）。
ただし、権利能力なき社団を債務者とする不動産工事の先取特権保存登記を申請することはできない（登記研究596-87頁）。不動産工事の先取特権には物上保証のような性格はないからである。

### 代表者の交替

#### なすべき登記
権利能力なき社団の代表者個人名義で所有権登記されている不動産につき、代表者が死亡・更迭などにより交代した場合、判例は、登記更正や氏名変更の手続きによって所有権登記名義を書き替えるのではなく、権利移転の手続きによって所有権登記名義を書き替えるべきであるとしている。登記実務では当該判決が出る以前から権利移転の手続きによるとしている（1966年（昭和41年）4月18日 民甲1126号回答）。登記原因は「委任の終了」であるが、所有権そのものを委任されていたという意味ではなく、所有権登記の管理に関する委任が終了したという意味である。
なお、権利能力なき社団が地方自治法260条の2第1項の認可を受けた場合になすべき登記については認可地縁団体を参照。

#### 登記に関する実例
権利能力なき社団の代表者個人名義で登記されている不動産につき、当該代表者の死亡後当該社団が第三者にその所有権を譲渡した場合、現在の代表者の個人名義に所有権移転登記をしてから第三者名義に所有権移転登記をするべきである（1990年（平成2年）3月28日 民三1147号回答）。
権利能力なき社団の代表者個人名義で登記されている不動産につき、代表者の交代による所有権移転登記がされている場合、当該不動産は実質的には権利能力なき社団の所有に属すると推定されるので、当該不動産につき相続を原因とする所有権移転登記は原則として受理すべきでない（登記研究459-98頁）。しかし、当該不動産を代表者個人のものとした可能性もあり、その場合例えば代表者AからAへの所有権移転登記はすることができないので、結局相続登記が申請されれば受理せざるを得ない（登記研究572-75頁）。
権利能力なき社団の代表者個人名義で登記されている不動産につき、当該代表者を被相続人とする相続登記がされている場合、代表者の交代による所有権移転登記をするためには、前提として相続登記に対して所有権抹消登記をするのが相当である（登記研究550-181頁）。

#### 登記申請情報（一部）
登記の目的（不動産登記令3条5号）は、代表者がAからB又はB・Cに交代した場合、「所有権移転」とする。AからA・Bに交代した場合、「所有権一部移転」とする（1978年（昭和53年）2月22日 民三1102号回答）。A・BからA又はA・Cに交代した場合、「B持分全部移転」とする。A・BからC又はC・Dに交代した場合、「共有者全員持分全部移転」とする。なお、A・BからA・B・Cに交代した場合、「A持分一部移転」又は「B持分一部移転」または「A持分何分の何、B持分何分の何移転」とする（登記研究546-153頁参照）。
登記原因及びその日付（不動産登記令3条6号）のうち、登記原因は「委任の終了」である（1966年（昭和41年）4月18日 民甲1126号回答・1978年（昭和53年）2月22日 民三1102号回答）。日付は原則として新代表者選任の日であり、登記申請の日ではない（登記研究450-127頁・573-124頁）。ただし、代表者がA・BからAのように交代した場合、Bが退任等した日である。
そして、原因と日付を併せて「平成何年何月何日委任の終了」のように記載する。
登記申請人（不動産登記令3条1号）は、所有権を得る新代表者を登記権利者とし、失う旧代表者を登記義務者として記載する。なお、新代表者が2人以上いる場合は持分の記載も必要である（不動産登記令3条9号本文）。一方、#団体名義の登記で述べた基本判例は、代表者の交代による手続きは信託における受託者の更迭の場合に準ずるとしており、それに従うなら持分の記載はできないことになる（不動産登記令3条9号かっこ書参照）。
添付情報（不動産登記規則34条1項6号、一部）は、登記原因証明情報（不動産登記法61条・不動産登記令7条1項5号ロ）、登記義務者の登記識別情報（不動産登記法22条本文）または登記済証及び書面申請の場合には印鑑証明書（不動産登記令16条2項・不動産登記規則48条1項5号及び同規則47条3号イ(1)、同令18条2項・同規則49条2項4号及び同規則48条1項5号並びに同規則47条3号イ(1)）、登記権利者の住所証明情報（不動産登記令別表30項添付情報ロ）である。
一方、代表者の選任に関する議事録や権利能力なき社団の規約の添付は要求されていない（登記研究449-88頁）。また、移転登記の対象が農地であっても、農地法3条の許可書（不動産登記令7条1項5号ハ）の添付は不要である（1983年（昭和58年）5月11日 民三2983号回答）。
登録免許税（不動産登記規則189条1項前段）は、不動産の価額の1,000分の20である（登録免許税法別表第1-1(2)ハ）。なお、端数処理など算出方法の通則については不動産登記#登録免許税を参照。

## 関連文献
- 『権利能力なき社団・財団の判例総合解説 / 判例総合解説シリーズ5655』 河内 宏、信山社、2004年、ISBN 9784797256550
- 『法人格否認の法理 / 商事法経済法叢書XV』 井上和彦、千倉書房、1984年、ISBN 9784805104873
- 『法人格なき団体の実務（改訂版）]』 法人化研究会 編纂、新日本法規出版、1993年、ISBN 9784788243330